# Sorex gaspensis
Sorex dispar là một loài động vật có vú trong họ Chuột chù, bộ Soricomorpha. Loài này được Anthony & Goodwin mô tả năm 1924.